# Transkaukasusfront
Die Transkaukasusfront (russisch Закавказский фронт Sakawkasski front) war die Bezeichnung für einen Großverband der Roten Armee während des Zweiten Weltkriegs.

## Geschichte
Die Transkaukasusfront, benannt nach dem Transkaukasus genannten Teil Kaukasiens, wurde zum ersten Mal am 23. August 1941 aus dem Transkaukasischen Militärbezirk gebildet. Der Verband war an der anglo-sowjetischen Invasion Irans beteiligt, die vom 25. August 1941 bis zum 17. September 1941 dauerte. Die Rote Armee rückte dabei mit 120.000 Mann und mehr als 1.000 Panzern aus dem Norden mit der 47. und 53. Armee in das iranische Aserbeidschan ein. An dem Angriff nahmen auch die Luftwaffe und die Marine teil. Die 47. Armee rückte von Culfa nach Täbriz vor und dann weiter nach Zandschan, Qazvin und die Hauptstadt Teheran. Die 44. Armee griff Astara an und rückte auf Rascht vor, vereinigte sich dann mit der 47. Armee in Qazvin, um weiter auf Teheran vorzurücken. Die 53. Schützendivision überquerte im Nordosten die Grenze und bewegte sich auf Gorgan und Richtung Maschhad.
Am 30. Dezember 1941 erfolgte die Umbenennung der Front in Kaukasusfront. Anfang Mai 1942 wurde die Front in die Krimfront und den Transkaukasischen Militärbezirk aufgeteilt. Der Transkaukasische Militärbezirk bildete am 15. Mai 1942 zum zweiten Mal eine Transkaukasusfront. Am 25. August 1945 wurde die Front als Verband aufgelöst und in den Tbillisier Militärbezirk umformiert.

## Frontkommando
- Generalleutnant Dmitri T. Koslow (August–Dezember 1941)
- Armeegeneral Iwan Wladimirowitsch Tjulenew (Mai 1942–Juli 1945)
- Divisionskommissar F.A. Schamanin (August–Dezember 1941)
- Brigadekommissar P.I. Jefimow (Mitglied des Militärrats, März–November 1942)
- Lasar Moissejewitsch Kaganowitsch (Mitglied des Militärrates, November 1942–Februar 1943)
- Generalmajor P.I. Jefimow (Mitglied des Militärrates, Februar 1943–Mai 1945)
- Generalmajor Fjodor Iwanowitsch Tolbuchin (Chef des Stabes, August–Dezember 1941)
- Generalmajor A.I. Subbotin (Chef des Stabes, Mai–August 1942)
- Generalleutnant P.I. Bodin (Chef des Stabes, August–Oktober 1942)
- Oberst S.E. Roschdestwenski (Chef des Stabes, Oktober–November 1942)
- Generalleutnant Alexei Innokentjewitsch Antonow (Chef des Stabes, November–Dezember 1942)
- Generalmajor S.E. Roschdestwenski (Chef des Stabes, Dezember 1942–November 1943)
- Generalleutnant S. P. Iwanow (Chef des Stabes, November 1943–Juni 1944)
- Generalleutnant L.F. Minjuk (Chef des Stabes, Juni 1944–August 1945).

## Unterstellte Verbände

### 22. Juni 1941 (als Transkaukasischer Militärbezirk)
- 3. Schützenkorps (4. Schützendivision, 20., 47 Gebirgsschützendivision)
- 23. Schützenkorps (136. Schützendivision, 138. Gebirgsschützendivision)
- 40. Schützenkorps (9. Gebirgsschützendivision, 31. Schützendivision)
  - 63. Gebirgsschützendivision
  - 76. Gebirgsschützendivision
  - 77. Gebirgsschützendivision
  - 17. Gebirgskavalleriedivision
  - 24. Schützendivision
  - 51. Befestigtes Gebiet (Batumi)
  - 55. Befestigtes Gebiet (Leninakan)
  - Festung Jerewan

### 1. Januar 1942 (als Kaukasusfront)
- 44. Armee
- 46. Armee
- 47. Armee
- 51. Armee
- Küstenarmee
  - 75., 89., 91., 156., 223., 398. und 400. Schützendivision
  - 143. Schützenbrigade
  - 54. mot. Schützenregiment
  - 72. Kavalleriedivision

### 1. Juli 1942 (als Transkaukasusfront)
- 47. Armee
- 51. Armee
- Küstenarmee
- 5. Luftarmee
  - 1. Schützenkorps (236., 302. Schützendivision, 113., 139. Schützenbrigade)
  - 83., 142., 154. Marineschützenbrigade

17. Kavalleriekorps (12., 13., 15., 116. Kavalleriedivision)

### 1. Februar 1943 (als Schwarzmeergruppe der Streitkräfte)
- 18. Armee
- 46. Armee
- 47. Armee
- 56. Armee
- 5. Luftarmee
  - 328. Schützendivision
  - 13. Schützenkorps (Stab)
  - 16. Schützenkorps (51., 107., 165. Schützenbrigade)
  - 402. Schützendivision
  - 83. Schützenbrigade
  - 151. Befestigtes Gebiet
  - 1 Gebirgsschützenbrigade
  - 1 Fallschirmjägerregiment
  - 1 Fallschirmjägerbataillon

### 1. Juli 1943
- 54. Armee
- 12. Schützenkorps (392., 406. Schützendivision)
- 13. Schützenkorps (402. Schützendivision, 94., 133. Schützenbrigade)
- 54. Befestigtes Gebiet
- 151. Befestigtes Gebiet
- Besatzungstruppen in Iran
  - 75. Schützendivision
  - 90. Schützenbrigade
  - 15. Kavalleriekorps (1., 23. Kavalleriedivision)

### 31. Dezember 1943
- 45. Armee
- 12. Schützenkorps (392., 406. Schützendivision)
- 13. Schützenkorps (296., 402. Schützendivision)
- 94., 133. Schützenbrigade
- 54. Befestigtes Gebiet
- 151. Befestigtes Gebiet
- Besatzungstruppen in Iran
  - 75. Schützendivision
  - 90. Schützenbrigade
  - 15. Kavalleriekorps (1., 23. Kavalleriedivision)

## Operationen der Front
- Invasion Irans (25. August 1941 – 17. September 1941)
- Kertsch-Feodossija-Landungsoperation (25. Dezember 1941–2. Januar 1942)
- Nordkaukasische Verteidigungsoperation (25. Juli–31. Dezember 1942)
  - Noworossijsker Verteidigungsoperation (19. August–26. September 1942)
  - Mosdok-Malgobeker Verteidigungsoperation (11.–28. September 1942)
  - Tuapser Verteidigungsoperation (25. September–20. Dezember 1942)
- Nordkaukasische Operation (Offensive, 1. Januar–4. Februar 1943)
  - Mosdok-Stawropoler Angriffsoperation (1.–24. Januar 1943)
  - Noworossijsk-Maikoper Angriffsoperation (11. Januar–4. Februar 1943)
  - Tichorezker Angriffsoperation (24. Januar–4. Februar 1943)
- Sowjetische Besetzung Irans